# سی وی رامان
چاندراشکر ونکتا رامان (به تامیلی: சந்திரேசகர ெவங்கடராமன்) (زادهٔ ۷ نوامبر ۱۸۸۸ – درگذشتهٔ ۲۱ نوامبر ۱۹۷۰) فیزیک‌دانی هندی بود. او در سال ۱۹۳۰ به خاطر تلاش‌هایش در مطالعهٔ پراکندگی نور و طیف‌نمایی رامان موفق به دریافت جایزهٔ نوبل گردید. ملا سی وی رامان نخستین فرد آسیایی است که توانسته در یکی از شاخه‌های علوم مفتخر به کسب جایزه نوبل گردد. در سال ۱۹۵۴ نیز، دولت هند وی را مفتخر به دریافت بالاترین جایزه و نشان شهروندی بهارات راتنا نمود.
رامان یک هندو و از والدینی با اصالت برهمین تامیل متولد شد. او در سال ۱۹۰۷ فوق‌لیسانسش را از پرزیدنسی کالج شهر مدرس دریافت کرد و مابین سال‌های ۱۹۱۷ تا ۱۹۳۳ در دانشگاه کلکته سمت استادی فیزیک را بر عهده داشت. وی توضیح ریلی را که رنگ دریا را ناشی از ذرات معلق می‌دانست قبول نداشت. او بعدها توانست توجیهی قانع‌کننده برای این پدیده بیابد. اثر رامان به افتخار خودش به همین نام شناخته شد. این اثر در مطالعات مربوط به سطوح انرژی مولکولی اهمیت بسزایی دارد. کشور هند، تلاش‌های رامان در زمینهٔ پراکندگی نور و طیف‌نمایی را که منجر به کشف پراکندگی رامان گردید، روز ملی علوم نام گذاشته و جشن‌هایی به همین مناسبت هم برگزار می‌گردد.